# گورستان سره جی ۱
گورستان سره جی ۱ مربوط به عصر آهن است و در شهرستان ایجرود، بخش مرکزی، دهستان گلابر، ۱۴۹۰ متری شمال روستای سها واقع شده و این اثر در تاریخ ۱۵ دی ۱۳۸۷ با شمارهٔ ثبت ۲۴۰۷۹ به‌عنوان یکی از آثار ملی ایران به ثبت رسیده است.